# Preotești, Olt
Preotești este un sat în comuna Iancu Jianu din județul Olt, Oltenia, România.
Dispus intro asezare liniara, pe o lungime de aproximativ 2-2,5 km, intro zona deluroasa, in apropierea raului Olteț, satul Preotești, detine circa 115-120 de gospodarii.